# Hayden Christensen
Pour les articles homonymes, voir Christensen.
Hayden Christensen est un acteur et producteur de cinéma canado-américain né le 19 avril 1981 à Vancouver au Canada.
Il a commencé sa carrière en 1993 à la télévision canadienne à l'âge de douze ans, puis a continué à la télévision américaine à la fin des années 1990. En 2001, il est nommé au Golden Globe du meilleur acteur dans un second rôle pour sa performance dans le mélodrame La Maison sur l'océan.
En 2002 et 2005, il bénéficie d'une audience mondiale en prêtant ses traits à Anakin Skywalker dans les deuxième et troisième épisodes de la prélogie de Star Wars : L'Attaque des clones et La Revanche des Sith. Il tente de poursuivre sa carrière avec la super-production Jumper (2008), qui est un échec. Il se fait ensuite plus discret dans les années 2010.
C'est à nouveau par l'univers Star Wars qu'il revient sur le devant de la scène, en reprenant le rôle qui l'a fait connaître, celui d'Anakin Skywalker devenu Dark Vador dans les séries Obi-Wan Kenobi (2022) et Ahsoka (2023) diffusées sur Disney+.

## Biographie

### Jeunesse et formation
Hayden Christensen est né à Vancouver en Colombie-Britannique au Canada. Il est le fils de David Christensen, programmeur canadien et d'Alie Nelson, rédactrice américaine. Son père possède des origines danoises et sa mère est d'ascendance suédoise et italienne. Il a un frère aîné, Tove, une grande sœur, Hejsa, et une petite sœur, Kaylen,.
Christensen grandit à Thornill, dans la banlieue de Toronto. Il effectue sa scolarité à l'E.J. Sand Public School, Baythorn Public School et l'Unionville High School à Unionville. Il devient un athlète au lycée, en jouant au hockey et au tennis au niveau provincial.
Il passe ses étés aux États-Unis à Long Island avec sa grand-mère maternelle, Rose Schwartz, et suit des cours d'art dramatique à l'Actors Studio à New York ainsi qu'à Arts York à l'Unionville High School. Il est repéré quand sa grande sœur, une ancienne championne de trampoline, cherchait un agent après avoir obtenu un rôle dans une publicité de Pringles,.

### Débuts (1995–2001)
Hayden Christensen obtient son premier rôle en septembre 1993, à l'âge de douze ans en jouant un rôle secondaire dans la série télévisée germano-canadienne Family Passions. L'année suivante, il obtient un petit rôle dans le film L'Antre de la folie de John Carpenter.
De 1995 à 1999, il apparait dans plusieurs films et séries télévisées, dont Harrison Bergeron, Le Justicier des ténèbres, Chair de poule, Fais-moi peur ! et Virgin Suicides de Sofia Coppola.
Il acquiert une plus grande notoriété en jouant dans la série Cœurs rebelles en 2000, dans laquelle il incarne un adolescent dont la belle-mère abuse sexuellement et qui s'enfonce dans la drogue et le désespoir,.

### Révélation et succès (2001–2006)

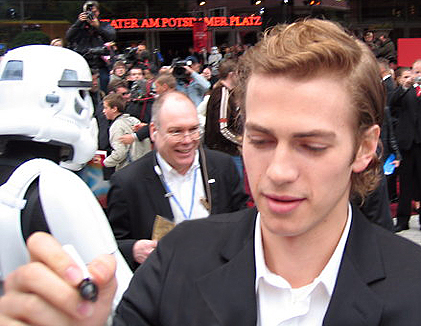
Hayden Christensen à l'avant-première de Star Wars, épisode III : La Revanche des Sith à Berlin en mai 2005.

L'acteur a été acclamé par la critique pour son interprétation d'un jeune adulte incompris dans le film La Maison sur l'océan en 2001, ce qui lui vaut le National Board of Review Award de la révélation masculine de l'année ainsi que de nombreuses nominations, dont le Golden Globe et le Screen Actors Guild Award du meilleur acteur dans un second rôle,,. Cependant, sa performance ne s'est pas répandue auprès du grand public et il ne se révélera qu'un an plus tard en jouant dans Star Wars.
En 2002, Christensen fait ses débuts au théâtre de Londres en jouant avec Jake Gyllenhaal et Anna Paquin dans This Is Our Youth.
Il reçoit des critiques positives en 2003 pour sa performance dans Le Mystificateur, biopic racontant l'histoire vraie du journaliste Stephen Glass qui fut renvoyé du journal The New Republic pour avoir publié de faux articles d'après de fausses sources, de fausses notes et de faux contacts,. Peter Travers de Rolling Stone écrit : « Hayden Christensen est sensationnel dans le rôle de Glass, trouvant le juste milieu entre l'enfant prodige et le gamin perturbé volant sur une renommée de haut vol qu'il n'a pas gagnée ».
Le 12 mai 2000, Christensen est annoncé comme l'interprète d'Anakin Skywalker dans Star Wars, épisode II : L'Attaque des clones (2002) et Star Wars, épisode III : La Revanche des Sith (2005), où il partagera la vedette aux côtés de Natalie Portman et Ewan McGregor. Le directeur du casting a auditionné plus de 1 500 candidats avant que le réalisateur George Lucas choisisse Christensen. Lucas a déclaré qu'il avait choisi Christensen parce qu'il avait « besoin d'un acteur qui possède la présence du côté obscur », caractéristique essentielle pour solidifier l'histoire que Lucas essaye de raconter : la chute tragique d'Anakin Skywalker et l'ascension de Dark Vador.
Durant la production de La Revanche des Sith, Christensen demande à Lucas si un costume spécial de Vador peut être fabriqué pour être adapté à son propre corps, plutôt que d'avoir un acteur différent sous le costume, porté à l'origine par David Prowse. Lucas est d'accord et un costume est conçu pour correspondre à la carrure de Christensen, incluant des extensions afin de permettre à l'acteur d'atteindre la taille de Vador (1,98 m). Cependant, sa voix robotique est enregistrée par James Earl Jones, déjà impliqué dans la trilogie originale. Des rushes de Christensen ont été utilisés dans l'édition DVD 2004 de Star Wars : Épisode VI - Le Retour du Jedi, où il a été inséré à la place de l'acteur Sebastian Shaw en tant que fantôme d'Anakin Skywalker. Lucas a dit qu'il voulait avoir la personne intérieure de Dark Vador de retour, l'homme qu'il était avant qu'il bascule du côté obscur. Christensen a déclaré que ce changement a été effectué sans qu'il le sache, chose confirmée par George Lucas lui-même dans le bonus Le Retour du Jedi : Qu'est-ce qui a changé ? comme vu sur le site web officiel pour commémorer le DVD de 2006.
Sa performance dans les épisodes II et III divise clairement la critique. D'un côté, certains journalistes américains apprécient le travail de l'acteur,,,,, et il est nommé à plus de dix distinctions, dont le Saturn Award du meilleur acteur en 2006 pour son rôle dans La Revanche des Sith. Parmi ces nominations, il reçoit le Trophée Chopard de la révélation masculine au Festival de Cannes 2002, le ShoWest Award de la star masculine de demain et le MTV Movie Award du meilleur méchant. Mais il reçoit également le Razzie Award du pire acteur en 2003 et 2006, pour sa prestation dans les deux longs-métrages. Et des années plus tard, sa performance alimente des vidéos sur les plateformes en ligne. Ce rôle le révèle néanmoins et fait de lui un visage connu du grand public.
En 2005, Christensen fait ses débuts à Broadway en apparaissant brièvement dans une pièce de dix minutes. La même année, il prend part aux 24 heures de l'interprétation en jouant dans des groupes sans but lucratif à la Big Apple.

### Déclin critique (2006-2009)

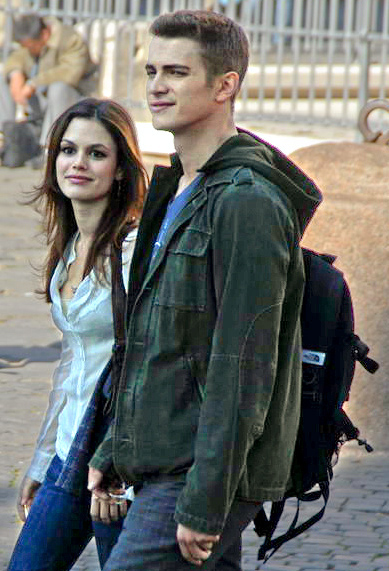
Hayden Christensen avec Rachel Bilson durant le tournage de Jumper à Rome en 2006.

Entre 2006 et 2007, il remplace Jared Leto dans Awake, avec Jessica Alba, qui raconte l'histoire d'un homme éveillé mais paralysé durant une opération cardiaque,. Il apparait dans Factory Girl avec Sienna Miller et Guy Pearce,. L'acteur reçoit, avec Jessica Alba, le Razzie Award 2008 du pire couple à l'écran. L'acteur avait déjà reçu une nomination dans cette catégorie pour son couple avec Portman.
Il est cependant déjà choisi pour porter une nouvelle franchise de science-fiction. Jumper raconte l'histoire d'un homme (Christensen) qui découvre qu'il a le pouvoir de se téléporter. L'acteur est entouré de Samuel L. Jackson, Jamie Bell et Rachel Bilson. Sorti le 14 février 2008,, la superproduction est un échec artistique et commercial : il rembourse à peine son budget sur le territoire américain et est éreinté par la critique. Les projets de suites sont annulés, et cette déroute compromet sérieusement la position du jeune acteur à Hollywood.
Christensen apparait aux côtés de Mischa Barton dans Medieval Pie : Territoires vierges, qui est sorti directement en vidéo aux États-Unis et au Canada le 26 août 2008. Le film, basé sur le Décaméron, raconte l'histoire d'un groupe de personnes qui échappent à la peste noire en se cachant dans une villa toscane en Italie.
Fin 2009, il retrouve sa désormais compagne Rachel Bilson pour un segment du film à sketch-es New York, I Love You. Mais l'année 2010 va confirmer sa mise à l'écart de l'échiquier hollywoodien, et son passage à des productions plus modestes.

### Passage au second plan (années 2010)

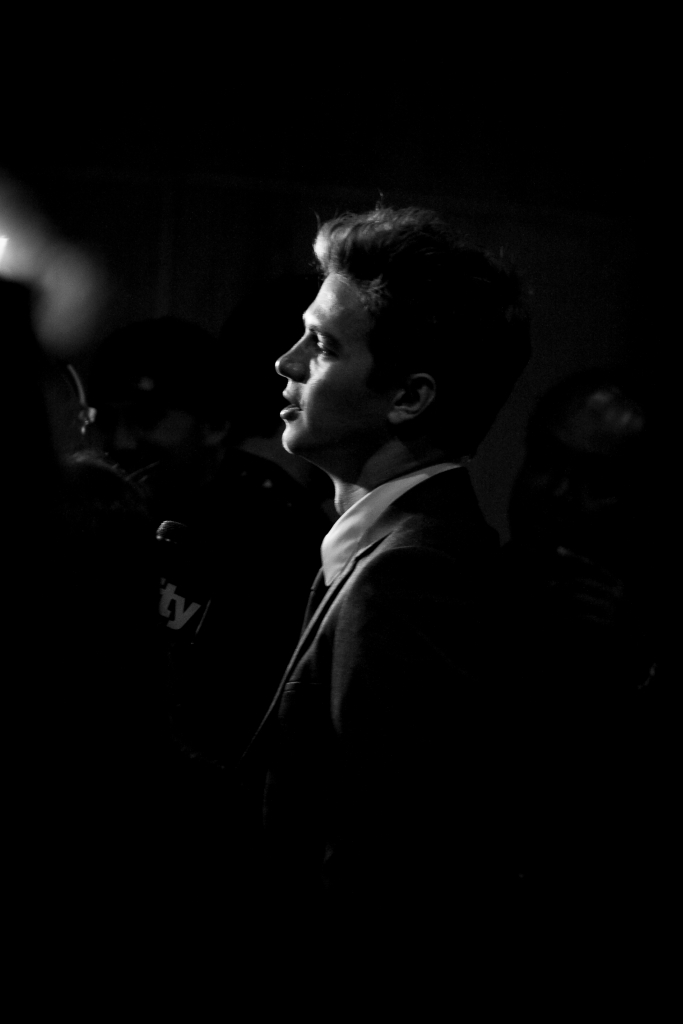
Hayden Christensen à la première de L'Empire des Ombres, pendant le Festival international du film de Toronto, en septembre 2010.

Le 27 août 2010 sort d'abord le thriller d'action Takers. L'acteur y tient un rôle secondaire, aux côtés de Matt Dillon, Jay Hernandez, Paul Walker, Idris Elba, Michael Ealy, T.I. et Chris Brown. Et l'année se conclut avec la présentation au Festival International du Film de Toronto du film d'horreur L'Empire des Ombres, réalisé par Brad Anderson, où il joue le rôle principal, entouré de Thandie Newton et John Leguizamo,. Le long-métrage, doté d'un budget d'à peine 10 millions de dollars, sort en février 2011 et rapporte à peine plus d'un million.
La même année, il prête sa voix dans le film d'animation Quantum Quest: A Cassini Space Odyssey. Il s'agit de sa quatrième collaboration avec Samuel L. Jackson. Lorsque le film sort, l'acteur a fait le choix de s'éloigner des plateaux de cinéma pendant quelque temps.
En coulisses, il reste cependant actif : en 2010, il entame des poursuites contre la chaîne USA Network en justice sur des allégations selon lesquelles ils auraient volé son idée pour la série télévisée Royal Pains. La requête prétend que Christensen a rencontré USA pour lancer une série similaire appelée Housecalls. Au cours de la réunion, Christensen prétend qu'il n'a jamais été informé qu'un programme similaire était en développement,. Bien qu'un juge fédéral ait rejeté la plainte de Christensen dans un premier temps, en juin 2012 une seconde cour d'appel a décidé de renverser la décision de la cour inférieure et de renvoyer l'affaire à la cour de district pour davantage de procédure, ce qui est considéré comme une grosse victoire pour Christensen.
Le 20 mai 2013, durant le Festival de Cannes, le studio russe Enjoy Movies annonce la création de Glacier Films, une alliance de studios avec Hayden Christensen et son frère Tove. Glacier Films projette de produire en trois ans onze films à « micro-budget », coûtant 1,5 million de dollars chacun. Dans le premier projet, American Heist, Christensen lui-même tient le premier rôle, aux côtés d'Adrien Brody et Jordana Brewster, avec un tournage qui débute en juin 2013. C'est un remake du film Hold-up en 120 secondes avec Steve McQueen, dont la sortie est prévue pour 2015. La même année, Christensen joue dans le film franco-canado-chinois Croisades (Outcast) avec Nicolas Cage. Cette co-production internationale est laminée par la critique.
Après 90 minutes au paradis (2015) et First Kill (2017), passés inaperçus, Christensen revient avec le film Little Italy, une comédie romantique dans laquelle il occupe le premier rôle masculin au côté d'Emma Roberts.

### Retour dans l'universStar Wars(2021-)
Le 11 décembre 2020, lors de la conférence des investisseurs Disney, il est annoncé qu'Hayden Christensen reprendra son rôle de Anakin Skywalker / Dark Vador dans la série Obi-Wan Kenobi avec Ewan McGregor, quinze ans après Star Wars, épisode III : La Revanche des Sith. Le lancement de la série a lieu le 27 mai 2022 sur la plateforme Disney+. Il reprend le rôle dans l'épisode 5 de la mini-série Ahsoka, centrée sur Ahsoka Tano, l'élève d'Anakin.

## Vie privée
En 2007, Christensen commence une relation avec l'actrice Rachel Bilson qu'il a rencontrée sur le tournage du film Jumper. Ils se fiancent le 25 décembre 2008,. En juin 2010, ils se séparent puis se remettent ensemble en novembre 2010,,,,. Le 21 mai 2014, il a été annoncé qu'ils attendent leur premier enfant. Le 29 octobre 2014, Christensen et sa compagne Rachel Bilson sont devenus les parents d'une fille prénommée Briar Rose Christensen. Le couple se sépare en septembre 2017 après dix ans de concubinage.
Christensen possède une ferme près d'Uxbridge en Ontario depuis 2007,. Il a lui-même entièrement rénové la propriété et a consacré du temps à apprendre à propos « du bétail, des cultures et des machines agricoles ». En novembre 2013, Christensen s'est associé avec la chaîne canadienne de vêtements RW&Co pour lancer une marque de vêtements pour hommes, inspirée par sa ferme.
Christensen a effectué un message d'intérêt public pour Do Something en 2008. Il a servi de modèle pour une publicité de Louis Vuitton et a aussi été nommé ambassadeur du parfum Challenge de Lacoste. Il est également apparu dans la Campagne Lazarus Effect de RED, destinée à la sensibilisation afin de combattre le sida en Afrique,.
Il est un supporter des Maple Leafs de Toronto.

## Filmographie

### Cinéma
- 1995 : L'Antre de la folie (In the Mouth of Madness) de John Carpenter : le livreur de journaux
- 1995 : Street Law de Damian Lee : John Ryan (jeune)
- 1998 : Les filles font la loi (The Hairy Bird) de Sarah Kernochan : le rendez-vous de Tinka
- 1999 : Virgin Suicides (The Virgin Suicides) de Sofia Coppola : Jake Hill Conley
- 1999 : Crashs en série (Free Fall) de Mario Azzopardi : Patrick Brennan
- 2001 : La Maison sur l'océan (Life as a House) d'Irwin Winkler : Sam Monroe
- 2002 : Star Wars, épisode II : L'Attaque des clones (Star Wars Episode II: Attack of the Clones) de George Lucas : Anakin Skywalker
- 2003 : Le Mystificateur (Shattered Glass) de Billy Ray : Stephen Glass
- 2004 : Star Wars, épisode VI : Le Retour du Jedi (Star Wars Episode VI: Return of the Jedi) de Richard Marquand : Anakin Skywalker (DVD de 2004)
- 2005 : Star Wars, épisode III : La Revanche des Sith (Star Wars Episode III: Revenge of the Sith) de George Lucas : Anakin Skywalker / Dark Vador
- 2006 : Factory Girl de George Hickenlooper : Billy Quinn (basé sur Bob Dylan)
- 2007 : Awake de Joby Harold : Clay Beresford
- 2007 : Medieval Pie : Territoires vierges (Virgin Territory) de David Leland : Lorenzo de Lamberti
- 2008 : Jumper de Doug Liman : David Rice
- 2009 : New York, I Love You de Jiang Wen : Ben
- 2010 : Quantum Quest: A Cassini Space Odyssey d'Harry Kloor et Daniel St. Pierre (en) : Jammer (voix)
- 2010 : Takers de John Luessenhop : A.J.
- 2011 : L'Empire des Ombres (Vanishing on 7th Street) de Brad Anderson : Luke Ryder
- 2014 : Braquage à l'américaine (American Heist) de Sarik Andreassian : James Kelly
- 2015 : Croisades (Outcast) de Nicholas Powell : Jacob
- 2015 : 90 minutes au paradis (90 Minutes in Heaven) de Michael Polish : Don Piper
- 2017 : First Kill de Steven C. Miller : Will
- 2018 : Little Italy de Donald Petrie : Leo Campo
- 2018 : The Last Man de Rodrigo H. Vila : Kurt
- 2019 : Star Wars, épisode IX : L'Ascension de Skywalker (Star Wars Episode IX : The Rise of Skywalker) de J. J. Abrams : Anakin Skywalker (voix)

### Télévision

#### Séries télévisées
- 1993 : Family Passions : Skip McDeere
- 1997 : Chair de poule (Goosebumps) : Zane (saison 2, épisodes 24 et 25 : Le Pantin maléfique)
- 1999 : Real Kids, Real Adventures : Eli Goodner
- 1999 : Fais-moi peur ! (Are You Afraid of the Dark?) : Kirk (saison 6, épisode 13 : L'Histoire du mont Foudroyant)
- 1999 : Jett Jackson (The Famous Jett Jackson) : Steven (saison 4, épisode 17 : Popularité)
- 2000 : Cœurs rebelles (Higher Ground) : Scott Barringer
- 2022 :  Obi-Wan Kenobi : Anakin Skywalker / Dark Vador
- 2023 : Ahsoka : Anakin Skywalker / Dark Vador

#### Téléfilms
- 1995 : Love and Betrayal: The Mia Farrow Story : Fletcher
- 1995 : Harrison Bergeron : Eric
- 1995 : Un si grand amour (No Greater Love) : Teddy Winfield
- 2000 : Trapped in a Purple Haze : Orin Krieg

### Producteur / producteur délégué
- 2014 : Cooties de Cary Murnion et Jonathan Milott
- 2015 : Lady of Csejte d'Andrei Konst
- 2016 : Men of Fire d'Adam Alleca
- 2017 : The Tank de Kellie Madison

## Distinctions
Sources : IMDb

### Récompenses
- National Board of Review Award 2002 : meilleure révélation masculine pour La Maison sur l'océan
- Festival de Cannes 2002 : Trophée Chopard de la révélation masculine pour Star Wars : Épisode II - L'Attaque des clones
- Festival International du Film de Las Palmas 2004 : meilleur acteur pour Le Mystificateur
- ShoWest Award 2005 : star masculine de demain dans un film de science-fiction pour Star Wars, épisode III : La Revanche des Sith
- MTV Movie Award 2006 : meilleur méchant pour Star Wars, épisode III : La Revanche des Sith
- Saturn Awards 2022 : Meilleur artiste invité dans un programme en streaming pour Obi-Wan Kenobi

### Nominations
- Chicago Film Critics Association Awards 2002 : Acteur le plus prometteur pour La Maison sur l'océan
- Dallas-Fort Worth Film Critics Association Award 2002 : meilleur acteur dans un second rôle pour La Maison sur l'océan
- Golden Globes 2002 : Meilleur acteur dans un second rôle pour La Maison sur l'océan
- Online Film Critics Society Award 2002 : meilleur acteur dans un second rôle pour La Maison sur l'océan
- Screen Actors Guild Awards 2002 : Meilleur acteur dans un second rôle pour La Maison sur l'océan
- Teen Choice Award 2002 : meilleur acteur dans un film et meilleure alchimie avec Natalie Portman pour Star Wars : Épisode II - L'Attaque des clones
- Saturn Awards 2002 : Cinescape Genre Face of the Future Award du meilleur jeune acteur pour Star Wars, épisode II : L'Attaque des clones|Star Wars : Épisode II - L'Attaque des clones
- Saturn Awards 2003 : Meilleur(e) jeune acteur ou actrice pour Star Wars, épisode II : L'Attaque des clones|Star Wars : Épisode II - L'Attaque des clones
- Satellite Award 2004 : meilleur acteur pour Le Mystificateur
- Teen Choice Award 2005 : meilleur acteur et meilleur méchant pour Star Wars, épisode III : La Revanche des Sith
- Saturn Award 2006 : meilleur acteur pour Star Wars, épisode III : La Revanche des Sith
- MTV Movie Award 2006 : meilleur combat avec Ewan McGregor pour Star Wars, épisode III : La Revanche des Sith
- MTV Movie Award 2008 : meilleur combat avec Jamie Bell pour Jumper
- Black Reel Award 2011 : meilleure distribution pour Takers

## Voix francophones
En version française, Emmanuel Garijo est la voix régulière de Hayden Christensen depuis Cœurs rebelles, le doublant notamment dans les œuvres Star Wars, Awake, Medieval Pie : Territoires vierges, Jumper, Takers, First Kill  ou encore Little Italy.
Hayden Christensen est également doublé à trois reprises par Alexis Tomassian dans Chair de poule, La Maison sur l'océan  et Le Mystificateur ainsi qu'à titre exceptionnel par Brice Ournac dans New York, I Love You, Hervé Rey dans Crashs en série, Antoine Schoumsky dans Braquage à l'américaine, Pierre Lognay dans Croisades et Philippe Allard dans 90 minutes au paradis.